# 大東鉱山 (富山県)
大東鉱山（だいとうこうざん）は、富山県上新川郡大山町（現：富山市）にかつて存在した鉱山。モリブデンを含む輝水鉛鉱を採掘していた。

## 概要
鉱区は、北アルプスの奥地、現在の高天原温泉付近に広がる。1931年、東京府渋谷区に本社があった大東興業が採掘を開始。鉱山への道のりは、長野県側から後立山連峰を越える行程で、行き2日、帰りは1日を要する登山そのものであり、従業員の生活物資の搬入や鉱石の搬出は歩荷による人海戦術で行われていた。一時期、歩荷長を務めていた鬼窪善一郎（後の登山ガイド）の語りによれば、鉱山に向かう技師らが登山中に疲労凍死することもある過酷なものであった。さらに1年の半分が雪に閉ざされるという気象条件も加わったあったが、第二次世界大戦中は資材難ということもあり、年間30トンもの鉱石を採掘していた。
戦後、1960年代に入ると、大東興業は鉱山の本格稼働に向けて準備を開始。事務所兼従業員宿舎を高天原温泉付近から現在の高天原山荘の場所へ移転した。宿舎は、当初より、登山客の宿泊も考慮されたものとなっており、鉱山以外の多角経営を視野に入れたものとなっていた。さらに同年から1964年にかけて黒部川右岸に沿って薬師沢出合にかけて、後に登山道として利用されることとなる大東新道を建設。富山県側からのアクセスも視野に入れることとなった。しかし、肝心の鉱山の稼働は本格化しないまま、1970年代には山荘の経営権は地元の山小屋経営者の手に、モリブデンの採掘権は神道系宗教団体の幹部の手に移り閉山となった。